# 耿城镇
耿城镇，是中华人民共和国安徽省黄山市黄山区下辖的一个乡镇级行政单位。 区域面积122.31平方千米。

## 行政区划
耿城镇下辖以下地区：
金桥村、辅村村、沟村村、饶村村和城澜村。